# Герман Михайло Юрійович
Герман Михайло Юрійович(23 лютого 1933, Ленінград — 7 травня 2018) — радянський і російський мистецтвознавець, професор, доктор мистецтвознавства, письменник. Головний науковий співробітник Державного Російського музею.

## Життєпис
Народився у місті Ленінград. Батько — радянський і російський письменник — Герман Юрій Павлович (1910—1967). Молодший брат — Герман Олексій Юрійович (1938-2013) — актор, кінорежисер, продюсер.
У 1957 році закінчив Ленінградський інститут живопису, скульптури та архітектури ім. І. Рєпіна. Відомий письменник і фахівець з історії мистецтв Західної Європи доби Середньовіччя, рококо, доби просвітництва і художніх течій 19-20 століть.

## Друковані книги (російською)

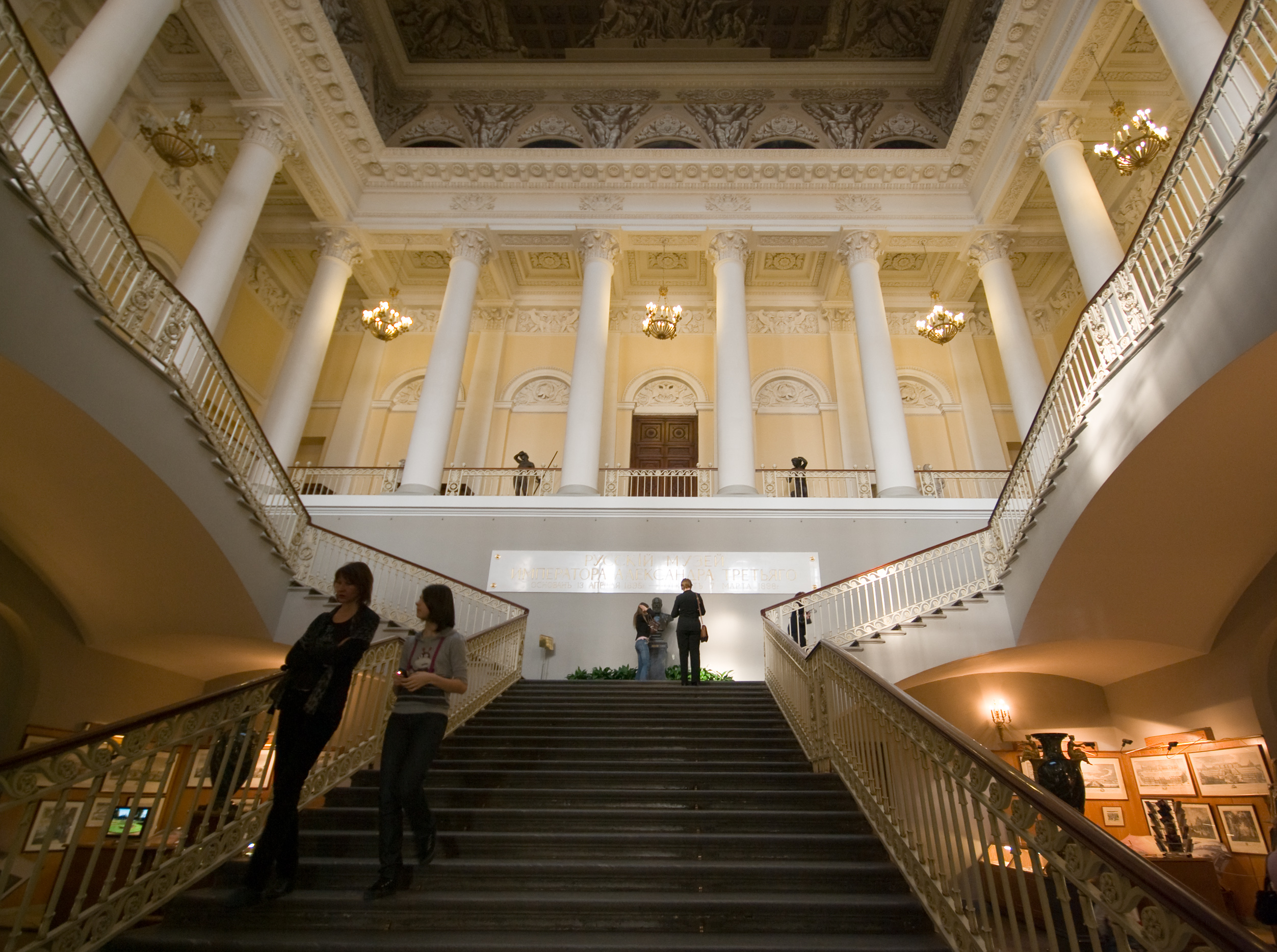
Держ. Російський музей, парадні сходи.

Автор більш ніж 50 книг.
- «Ю. Подляский» — Ленинград: Художник РСФСР, 1959. — 58 с.
- «Дом'є»(художник Оноре Дом'є) — М.: Молодая гвардия, 1962. — 272 с.
- «Давід»(художник Жак-Луї Давід) — М.: Молодая гвардия, 1964. — 304 с.
- «На семи холмах», в соавторстве с Б.Седлецким и Ю. Суздальским, — М.: Просвещение, 1965. — 390 с.
- «Хогарт» — М.: Молодая гвардия, 1971. — 206 с.
- «Леонид Семенович Хижинский. Гравюры на дереве.» — Ленинград: Художник РСФСР, 1972. — 20 с.
- « Антверпен • Гент • Брюгге», малая серия «Города и музеи мира»,: Искусство, 1974. — 184 с.
- « Уильям Хогарт и его время», — М.: Искусство, 1977. — 226 с. — (Из истории мирового искусства).
- «Антуан Ватто», — М.: Искусство, 1980. — 232 с. серия «Жизнь в искусстве», два издания 1980, 1984 гг.
- «Мемлинг» (художник Ганс Мемлинг), 1983
- «Сердцем слушая революцию… Искусство первых лет Октября». — СПб.: Аврора, 1985. — 240 с.
- «Михаил Врубель» Альбом. — СПб.: Аврора, 1989. — 264 с.
- «Александр Русаков», 1989
- «Ганс Мемлинг» — СПб.: Искусство-СПБ, 1994. — 20 с.
- «Дар Петера и Ирэны Людвиг Русскому музею», в соавторстве с Карасик И. и др. — СПб.: Palace Editions, 1995. — 48 с. — ISBN 5-900872-01-7
- "Марк Шагал", 1995
- «Альбер Марке, 1875—1947 гг.», — СПб.: Паркстоун, 1996. — 158 с. — (Великие мастера живописи). — ISBN 1-85995-131-7
- «Михаил Врубель», 1996
- "Василий Кандинский", — СПб.: Паркстоун, 1999. — 160 с. — (Великие мастера живописи). — ISBN 1-85995-383-2
- «Михаил Врубель» Альбом. — СПб.: Аврора, 2001. — 160 с. — (Из истории мирового искусства). — ISBN 5-7300-0694-2
- «Пространство Стерлигова» в соавторстве — СПб.: П. Р. П., 2001. — 208 с. — (Авангард на Неве). — 2000 экз. — ISBN 5-901543-01-7
- «Школа Сидлина» — СПб.: П. Р. П., 2001. — 224 с. — (Авангард на Неве). — 2000 экз. — ISBN 5-901751-01-9
- «Завен Аршакуни» — СПб.: П. Р. П., 2001. — 192 с. — (Авангард на Неве). — ISBN 5-901751-07-8
- «Ватто»— М.: Терра — Книжный клуб, 2001. — 288 с. — (Мастера). — ISBN 5-275-00045-6
- "Сложное прошедшее", книга спогадів, 2000, 2005
- "Сложное прошедшее", — СПб.: Аврора-СПБ, 2002. — 752 с. — 3000 экз. — ISBN 5-210-01544-0
- «Александр Батурин», в соавторстве с А. Батуриным — СПб.: П. Р. П., 2002. — 176 с. — (Авангард на Неве). — 1000 экз. — ISBN 5-901751-11-6
- «Елена Фигурина» в соавторстве с И. Кушнир, — СПб.: П. Р. П., 2003. — 200 с. — (Авангард на Неве). — 1000 экз. — ISBN 5-901751-14-0
- "Парижская школа ", — М.: СЛОВО, 2003. — 272 с. — (Большая библиотека «СЛОВА»). — 7000 экз. — ISBN 5-85050-668-3
- «Валентин Левитин. Жанна Бровина», в соавторстве, — СПб.: П. Р. П., 2004. — 196 с. — (Авангард на Неве). — 1000 экз. — ISBN 5-901751-19-11
- "Импрессионисты: судьбы, искусство, время.", — М.: СЛОВО, 2004. — 296 с. — (Большая библиотека «СЛОВА»). — 5000 экз. — ISBN 5-85050-831-7
- «Вячеслав Михайлов. Живопись. Рисунок.» — СПб.: П. Р. П., 2005. — 208 с. — (Авангард на Неве). — 1000 экз. — ISBN 5-901751-43-4
- " Рухин и искусство андеграунда // «Минувших дней опальная чреда…»— Изд-во им. Н. И. Новикова, 2005. — С. 24—28. — (Петербургские исторические записки). — 500 экз. — ISBN 5-87991-026-1
- «Импрессионизм и русская живопись», — СПб.: Аврора, 2005. — 160 с. — 1500 экз. — ISBN 5-7300-0785-X
- «Модернизм», 2003, 2005, 2008
- «В поисках Парижа или Вечное возвращение», — СПб.: Искусство-СПБ, 2005. — 424 с. — 2000 экз. — ISBN 5-210-01593-9
- «Глеб Богомолов» в соавторстве с И. Кушнир,— СПб.: П. Р. П., 2007. — 224 с. — (Авангард на Неве). — 1000 экз. — ISBN 978-5-901751-67-1
- «Огюст Ренуар. Портрет актрисы Жанны Самари» — Арка, Государственный Эрмитаж, МИК, 2007. — 24 с. — (Тысяча и один шедевр). — ISBN 978-5-91208-013-5
- «Юрий Жарких» в соавторстве с Ю. Жарких, — СПб.: П. Р. П., 2008. — 208 с. — (Авангард на Неве). — 1000 экз. — ISBN 978-5-901751-85-5
- «Импрессионизм. Основоположники и последователи» — СПб.: Азбука-классика, 2008. — 528 с. — (Новая история искусства). — 7000 экз. — ISBN 978-5-395-00053-8
- "Модернизм. Искусство первой половины XX века "— СПб.: Азбука-классика, 2008. — 480 с. — (Новая история искусства). — 7000 экз. — ISBN 978-5-91181-914-9
- "Хаим Сутин", — М.: Искусство—XXI век, 2009. — 376 с. — (Художники русской эмиграции). — 1500 экз. — ISBN 978-5-98051-054-1
- «Антуан Ватто», — М.: Искусство—XXI век, 2010. — 256 с. — (Роман-биография). — 2000 экз. — ISBN 978-5-98051-067-1